# Sphaeriodesmus nortoni
Sphaeriodesmus nortoni är en mångfotingart som beskrevs av Shear 1974. Sphaeriodesmus nortoni ingår i släktet Sphaeriodesmus och familjen Sphaeriodesmidae. Inga underarter finns listade i Catalogue of Life.